# 핀란드 셋방살이
《핀란드 셋방살이》(RentedInFinland)은 대한민국의 tvN에서 방송하는 예능 프로그램이다.

## 개요
〈삼시세끼 라이트〉의 후속으로 2024년 12월 6일부터 2025년 2월 7일까지 방영된 tvN 예능 프로그램.

## 방송 시간
| 방송 채널 | 방송 기간                        | 방송 시작 시간         |
| --------- | -------------------------------- | ---------------------- |
| tvN       | 2024년 12월 6일 ~ 2025년 2월 7일 | 매주 금요일 밤 8시40분 |

## 출연진
- 이제훈
- 이동휘
- 곽동연
- 차은우

## 시청률
| 회차 | 방송일자         | AGB시청률 |
| ---- | ---------------- | --------- |
| 1화  | 2024년 12월 06일 | 3.3%      |
| 2화  | 2024년 12월 13일 | 2.8%      |
| 3화  | 2024년 12월 20일 | 2.9%      |
| 4화  | 2024년 12월 27일 | 2.5%      |
| 5화  | 2025년 1월 3일   | 3.0%      |
| 6화  | 2025년 1월 10일  | 2.4%      |
| 7화  | 2025년 1월 17일  | 2.2%      |
| 8화  | 2025년 1월 24일  | 1.7%      |
| 9화  | 2025년 1월 31일  | 2.1%      |
| 10화 | 2025년 2월 7일   | %         |